# Geschubde spotlijster
De geschubde spotlijster (Allenia fusca) is een vogelsoort uit de familie van de spotlijsters (Mimidae).

## Verspreiding en leefgebied
Deze soort komt voor op de Kleine Antillen met uitzondering van Barbados, Barbuda en Sint Eustatius en telt 5 ondersoorten:
- A. f. hypenema: de noordelijke Kleine Antillen.
- A. f. vincenti: Saint Vincent.
- A. f. atlantica: Barbados.
- A. f. schwartzi: Saint Lucia.
- A. f. fusca: Dominica, Martinique en Grenada.